# Harukanaru toki no naka de
Harukanaru toki no naka de (遙かなる時空の中で?) è un manga scritto da Tohko Mizuno e serializzato sulla rivista LaLa DX dal luglio 1999 al gennaio 2010. Da esso è stata tratta una serie anime in 26 episodi seguita da alcuni OAV, prodotta in Giappone nel 2004.

## Trama
La trama è ispirata a Fushigi yûgi.
Akane è una studentessa giapponese. Chiamata con l'inganno di un demone finisce nel periodo Heian (attorno all'anno 1000) a Kyoto, allora chiamata Kyou. Il demone vuole portarla dalla sua parte, in quanto è prescelta a diventare la sacerdotessa del "Regno del Dragone".
A portarla via dall'inganno del demone saranno otto guerrieri. Con grande sorpresa, due dei guerrieri sono due compagni di scuola di Akane, uno dei quali segretamente innamorato di lei.
La serie si divide in 26 episodi, più alcuni OAV, in prosecuzione. L'anime si chiude infatti incompleto. Anche se il demone viene sconfitto, non viene definito per certo quale dei guerrieri starà insieme ad Akane (anche se si fa intendere che sia Tenma).

## Personaggi
Akane Motomiya (元宮あかね?, Motomiya Akane)
Doppiata da: Tomoko Kawakami
Studentessa, ma anche prescelta a diventare la sacerdotessa del Regno del Drago.
Tenma Morimura (森村天真?, Morimura Tenma)
Doppiato da: Tomokazu Seki
Compagno di scuola di Akane, innamorato di lei, si dichiarerà solamente una volta trasportato anche lui nell'altro mondo.

## Media

### Manga
Il manga è stato scritto da Tohko Mizuno e serializzato dal luglio 1999 al gennaio 2010 sulla rivista LaLa DX edita da Hakusensha. In seguito i vari capitoli sono stati raccolti in diciassette volumi tankōbon pubblicati tra il 17 maggio 2000 ed il 5 marzo 2010.

### Anime
Un adattamento anime è stato diretto da Aki Tsunaki e prodotto dallo studio d'animazione Yumeta Company per un totale di ventisei episodi trasmessi su AT-X dal 5 ottobre 2004 al 29 marzo 2005. Il character design è stato affidato a Kenichi Ohnuki mentre la colonna sonora a Yoshihisa Hirano.
La serie animata segue fedelmente le vicende raccontante nel manga senza però giungere al termine della storia in quanto all'epoca l'opera cartacea era ancora in corso di pubblicazione.
Successivamente furono prodotti due episodi OAV pubblicati per il solo mercato home video tra il 23 dicembre 2005 ed il 27 gennaio 2006.

#### Episodi
Serie TV
| Nº | Giapponese 「Kanji」 - Rōmaji                                      | In onda          | In onda |
| Nº | Giapponese 「Kanji」 - Rōmaji                                      | Giapponese       |         |
| 1  | 「汝、龍神の神子」 - Nanji, ryūjin no miko                         | 5 ottobre 2004   |         |
| 2  | 「鬼に魅入られし京」 - Oni ni miirareshi mono                      | 12 ottobre 2004  |         |
| 3  | 「陰陽師」 - Onmyōji                                               | 19 ottobre 2004  |         |
| 4  | 「はなしずめ」 - Hana-shizume                                      | 26 ottobre 2004  |         |
| 5  | 「露の宿り」 - Tsuyu no yadori                                     | 2 novembre 2004  |         |
| 6  | 「治部少丞と内裏の鬼」 - Jibu shōjō to dairi no oni                | 9 novembre 2004  |         |
| 7  | 「鵺の哭く夜」 - Nue no naku yoru                                  | 16 novembre 2004 |         |
| 8  | 「鬼憎みし焔」 - Oni nikumishi homura                              | 23 novembre 2004 |         |
| 9  | 「妖しの調べ 八絃琴 前編」 - Ayashi no shirabe: Hachigenkin zenpen | 30 novembre 2004 |         |
| 10 | 「散華の波紋 八絃琴 後編」 - Sange no hamon: Hachigenkin kōhen     | 7 dicembre 2004  |         |
| 11 | 「呪われた神子」 - Norowareta miko                                 | 14 dicembre 2004 |         |
| 12 | 「鬼ひそむ闇」 - Oni hisomu yami                                   | 21 dicembre 2004 |         |
| 13 | 「心、解き放て」 - Kokoro, tokihanate                              | 28 dicembre 2004 |         |
| 14 | 「虹告げし未来」 - Niji tsugeshi mirai                             | 4 gennaio 2005   |         |
| 15 | 「憎しみを越える心」 - Nikushimi o koeru kokoro                    | 11 gennaio 2005  |         |
| 16 | 「贖罪の日」 - Shokuzai no hi                                      | 18 gennaio 2005  |         |
| 17 | 「夾竹桃の女」 - Kyōchikutō no hito                                | 25 gennaio 2005  |         |
| 18 | 「四位の侍従と茜姫」 - Shii no jijū to Akane-hime                  | 1º febbraio 2005 |         |
| 19 | 「止められぬ想い」 - Tomerarenu omoi                               | 8 febbraio 2005  |         |
| 20 | 「貴女に授かりし光」 - Anata ni sazukarishi hikari                 | 15 febbraio 2005 |         |
| 21 | 「鬼と人」 - Oni to hito                                           | 22 febbraio 2005 |         |
| 22 | 「鬼出づる時」 - Oni izuru toki                                    | 1º marzo 2005    |         |
| 23 | 「かわたれ」 - Kawatare                                            | 8 marzo 2005     |         |
| 24 | 「放たれた四神」 - Hanatareta shishin                              | 15 marzo 2005    |         |
| 25 | 「天雲の別れ」 - Amagumo no wakare                                 | 22 marzo 2005    |         |
| 26 | 「遙か、君のもとへ･･･」 - Haruka, kimi no moto e...                | 29 marzo 2005    |         |

OAV
| Nº | Giapponese 「Kanji」 - Rōmaji             | Prima edizione   | Prima edizione |
| Nº | Giapponese 「Kanji」 - Rōmaji             | Giapponese       |                |
| 1  | 「天 - 心の行方」 - Ten - Kokoro no yukue | 23 dicembre 2005 |                |
| 2  | 「地 - 想いの在処」 - Chi - Omoi no arika | 27 gennaio 2006  |                |

#### Sigle
Sigla di apertura
- Haruka, kimi no moto e (遙か、君のもとへ…?) cantata da Tomokazu Seki, Naozumi Takahashi e Kōki Miyata

Sigle di chiusura
- flowin' ~Ukigomo~ (flowin' ～浮雲～?) cantata da Yū Asakawa e Hōko Kuwashima
- Tsuioku no mori ni sasagu (追憶の森に捧ぐ?) cantata da Shin'ichirō Miki (ep. 7)
- Millefeuille Dream (ミルフィーユ・ドリーム?) cantata da Kōki Miyata (ep. 15)
- Kazemachi tsuki ni fuku kaze wa (風待ち月に吹く風は?) cantata da Shigeru Nakahara (ep. 20)
- Kageri no fuuin Hachiyo-Sho Ver. (翳りの封印 HACHIYO-SHO Ver.?) cantata da Akira Ishida (ep. 23)